# Xerotisk
Xerotisk (fra oldgræsk ξηρός, tør) betyder "udtørrende" eller "udtørret".
I de subtropiske og tropiske dele af verden, hvor vandmangel er den største trussel mod plantevækst, har man en særlig havetype, den xerotiske have, dvs. en tørkepræget have. Det er anlæg, som er skabt sådan, at kunstvanding ikke er nødvendig. Det opnår man ved at udnytte skygge, dugdannelse og et udvalg af særligt tørketålende planter, f.eks. sukkulenter og kaktusarter.